# CR165 (Luxemburg)
De CR165 (Chemin Repris 165) is een verkeersroute in het zuiden van Luxemburg tussen de Franse grens bij Rumelange en Huncherange (N13). De route heeft een lengte van ongeveer 5 kilometer.

## Routeverloop
De route begint op de Franse grens in de plaats Rumelange waar het vanaf de Franse D59 verder gaat naar het centrum van Rumelange. Bij de ongeveer eerste 600 meter van de route ligt de Frans/Luxemburgse grens midden op straat, waardoor eigenlijk alleen de oostelijke helft van de weg de CR165 heet en de westelijke helft de D59. Na ongeveer 1,1 kilometer nadat de route is begonnen wordt de route tussen Rumelange en Kayl onderbroken door de N33 over een lengte van ongeveer 3,2 kilometer. Desondanks gaat de afstand van de CR165 wel door, wat ook terug te vinden is op de kilometerbordjes langs de route, waar deze geen deel uitmaakt van de N33.
Tot het jaar 1995 had dit weggedeelte van de N33 wel het wegnummer CR165 en bestond de CR165 uit één geheel tussen Rumelange en Huncherange. De CR165a is nog wel een bestaande aansluiting aan dit weggedeelte.
In 1995 werd het nieuwe wegnummer N33 ingevoerd waarbij gedeeltes van de CR165, CR166 en CR166a (in zijn geheel) zijn komen te vervallen.
Vanaf Kayl gaat de route verder naar het noorden richting Noertzange en Huncherange waarbij de route door de open velden gaat. Dit tweede gedeelte van de route heeft een lengte van ongeveer 4 kilometer.
Tussen Noertzange en Huncherange kruist de route de spoorlijn Bettembourg - Esch-sur-Alzette door middel van een overweg; en het riviertje de Alzette.

## Plaatsen langs de CR165
- Rumelange
- Kayl
- Noertzange
- Huncherange

## CR165a
De CR165a is een verbindingsweg in de plaats Tétange. De route van ongeveer 800 meter verbindt de N33 met het treintation van Tétange via de CR166. De CR165a heeft sinds 1995 geen aansluiting meer op de CR165. Tot 1995 was de N33 de CR165.
CR101 ·
CR102 ·
CR103 ·
CR104 ·
CR105 ·
CR106 ·
CR107 ·
CR108 ·
CR109 ·
CR110 ·
CR111 ·
CR112 ·
CR113 ·
CR114 ·
CR115 ·
CR116 ·
CR117 ·
CR118 ·
CR119 ·
CR120 ·
CR121 ·
CR122 ·
CR123 ·
CR124 ·
CR125 ·
CR126 ·
CR127 ·
CR128 ·
CR129 ·
CR130 ·
CR131 ·
CR132 ·
CR133 ·
CR134 ·
CR135 ·
CR136 ·
CR137 ·
CR138 ·
CR139 ·
CR140 ·
CR141 ·
CR142 ·
CR143 ·
CR144 ·
CR145 ·
CR146 ·
CR147 ·
CR148 ·
CR149 ·
CR150 ·
CR151 ·
CR152 ·
CR153 ·
CR154 ·
CR155 ·
CR156 ·
CR157 ·
CR158 ·
CR159 ·
CR160 ·
CR161 ·
CR162 ·
CR163 ·
CR164 ·
CR165 ·
CR166 ·
CR167 ·
CR168 ·
CR169 ·
CR170 ·
CR171 ·
CR172 ·
CR173 ·
CR174 ·
CR175 ·
CR176 ·
CR177 ·
CR178 ·
CR179 ·
CR180 ·
CR181 ·
CR182 ·
CR183 ·
CR184 ·
CR185 ·
CR186 ·
CR187 ·
CR188 ·
CR189 ·
CR190
CR200 ·
CR201 ·
CR202 ·
CR203 ·
CR204 ·
CR205 ·
CR206 ·
CR207 ·
CR208 ·
CR210 ·
CR211 ·
CR212 ·
CR213 ·
CR215 ·
CR216 ·
CR217 ·
CR218 ·
CR219 ·
CR220 ·
CR221 ·
CR222 ·
CR223 ·
CR224 ·
CR225 ·
CR226 ·
CR227 ·
CR228 ·
CR229 ·
CR230 ·
CR231 ·
CR232 ·
CR233 ·
CR234
CR301 ·
CR302 ·
CR303 ·
CR304 ·
CR305 ·
CR306 ·
CR307 ·
CR308 ·
CR309 ·
CR310 ·
CR311 ·
CR312 ·
CR313 ·
CR314 ·
CR315 ·
CR316 ·
CR317 ·
CR318 ·
CR319 ·
CR320 ·
CR321 ·
CR322 ·
CR323 ·
CR324 ·
CR325 ·
CR326 ·
CR327 ·
CR328 ·
CR329 ·
CR330 ·
CR331 ·
CR332 ·
CR333 ·
CR334 ·
CR335 ·
CR336 ·
CR337 ·
CR338 ·
CR339 ·
CR340 ·
CR341 ·
CR342 ·
CR343 ·
CR344 ·
CR345 ·
CR346 ·
CR347 ·
CR348 ·
CR349 ·
CR350 ·
CR351 ·
CR352 ·
CR353 ·
CR354 ·
CR355 ·
CR356 ·
CR357 ·
CR358 ·
CR359 ·
CR360 ·
CR361 ·
CR362 ·
CR364 ·
CR365 ·
CR366 ·
CR367 ·
CR368 ·
CR369 ·
CR370 ·
CR371 ·
CR372 ·
CR373 ·
CR374 ·
CR375 ·
CR376 ·
CR377 ·
CR378 ·
CR379
Routes die cursief vermeld staan, zijn voormalige routes.